# Румелихисар

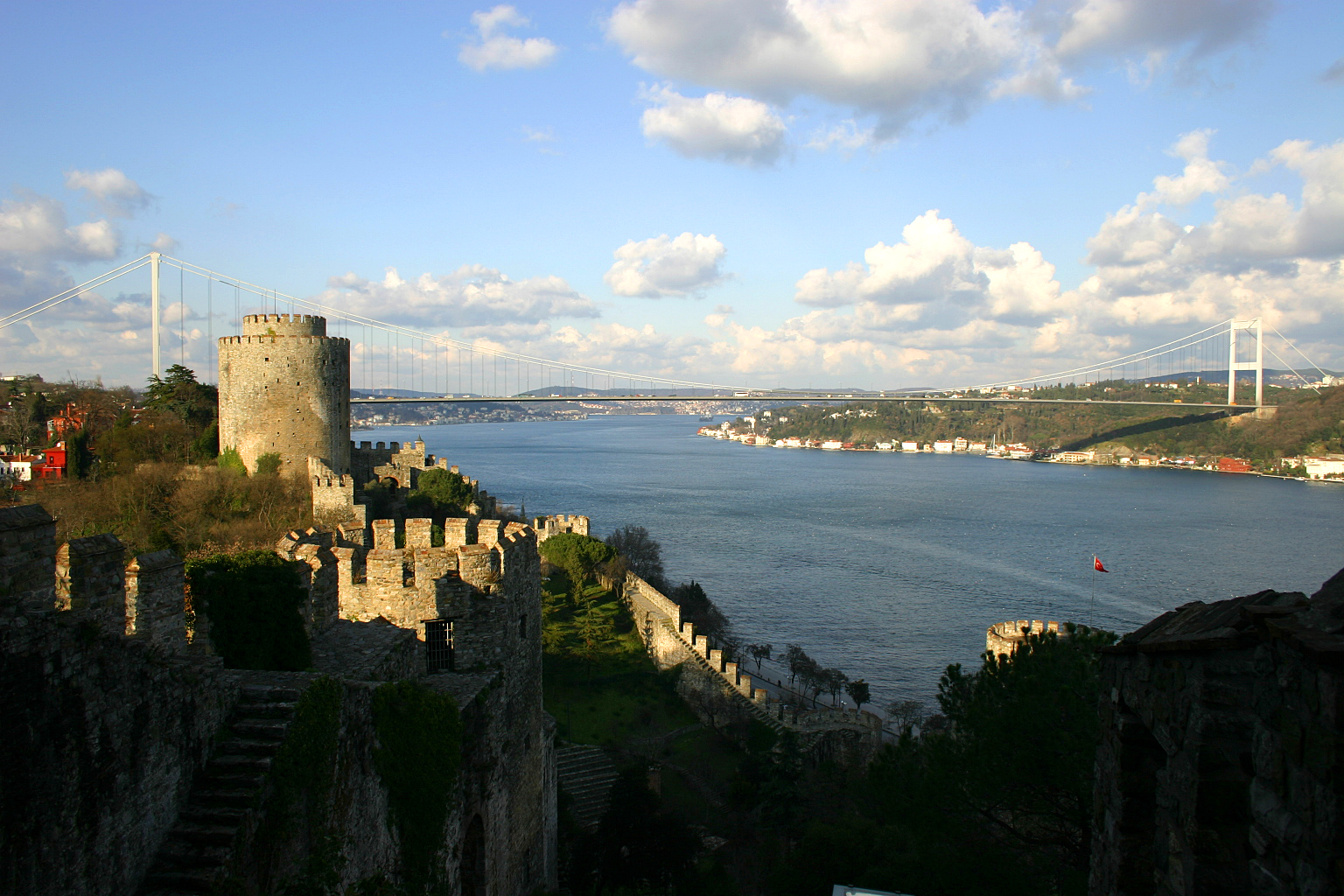
Вид из Румелихисара

Румельская крепость, Румелихисар (Боаз-Кесен (в переводе с турецкого — «перерезающая пролив, горло»), греч. Ρούμελη Χισάρ, тур. Rumeli Hisarı) — крепость, расположенная в европейской части Стамбула на берегу Босфора к северу от района Бебек.

## История
Румелихисар была построена на берегу Босфора (в самой узкой его части) на месте византийской крепости Фонеус (греч. Φωνεύς) напротив крепости Анадолухисар по приказу Султана Мехмеда Фатиха (Завоевателя) в 1452 году и была предназначена для того, чтобы отрезать Константинополь от Чёрного моря и начать подготовку к его штурму. Крепость была построена для того времени в рекордные сроки — за 4 месяца и 16 дней, на строительство было привлечено более 1000 мастеров и 2000 строителей. После строительства крепости проплыть Босфор стало невозможным, узкое место между крепостями, да и саму крепость прозвали «перерезающим горло».
После падения Константинополя крепость служила таможенным контрольно-пропускным пунктом. Крепость сильно пострадала от землетрясения в 1509 году, но вскоре была восстановлена. В XVII веке Румелихисар использовалась в качестве тюрьмы. В 1746 году пострадала от пожара. Крепость восстановил Султан Селим III (1761—1807). В XIX веке Румелихисар пришла в запустение.
Переселенцы из Румелихисара основали в XVI веке деревню Адильхан на Галлипольском полуострове.
В 1953 году в крепости начались масштабные реставрационные работы, которые завершились в 1958 году. В 1960 году в крепости был открыт Музей Артиллерии и Летний Театр, где устраиваются летние концерты.

## Архитектурный ансамбль

### Крепостные башни
- Башня Халил Паша
- Башня Саруджа Паша (диаметр — 24 м, высота — 33 м)
- Башня Заганос Паша (высота над уровнем моря — 57 м)